# Susann Witt-Stahl
Susann Witt-Stahl (* 1961) ist eine deutsche Journalistin.
Witt-Stahl arbeitet seit Abschluss ihres Studiums der Musikwissenschaften und Philosophie in dem Netzwerk freier Journalisten stahlpress Medienbüro, Ressorts Kultur und Politik, in Hamburg. Sie hat zahlreiche Artikel und Aufsätze über die Vermittlung und Verformung des Krieges durch die Kulturindustrie sowie über die Verdinglichung von Tieren veröffentlicht. Seit 2014 war sie Chefredakteurin des von der Tageszeitung junge Welt, für die sie auch als Autorin tätig ist, aufgekauften Musik-Monatsmagazin Melodie und Rhythmus, das zuletzt im August 2022 eingestellt wurde.

## Veröffentlichungen
- … but his soul goes marching on: Musik zur Ästhetisierung und Inszenierung des Krieges. Coda, Karben 1999, ISBN 3-00-005319-0.
- Das steinerne Herz der Unendlichkeit erweichen: Beiträge zu einer kritischen Theorie für die Befreiung der Tiere. Alibri Verlag, Aschaffenburg 2007, ISBN 978-3-86569-014-2.
- (Hrsg.) mit Michael Sommer: „Antifa heißt Luftangriff!“: Regression einer revolutionären Bewegung. Laika-Verlag, Hamburg 2014, ISBN 978-3-944233-13-0.[3][4]
- (Hrsg.): Der Bandera-Komplex. Der ukrainische Faschismus – Geschichte, Funktion, Netzwerke. Verlag 8. Mai, Berlin 2024, ISBN 978-3-931745-74-5.